# Claudia Maria Buch
Claudia Maria Buch (Paderborn, marzo 1966) è un'economista tedesca, dal 2014 vicepresidente della Bundesbank. In precedenza ha lavorato come professore presso l'Università di Tubinga, è stata membro del Consiglio tedesco degli esperti economici, direttore scientifico presso l'Institut für Angewandte Wirtschaftsforschung (Istituto di studi economici applicati) e presidente del consiglio economico presso il Ministero federale dell'economia e della tecnologia. La sua ricerca si concentra sulla regolamentazione e la supervisione del settore bancario..

## Biografia
Buch è nata nel marzo 1966 nella Renania settentrionale-Vestfalia, a Paderborn, dove ha frequentato il Ginnasio Theodorianum. Successivamente si è laureata in economia presso l'Università di Bonn (1985-1991) e ha conseguito un Master in Business Administration presso l'Università del Wisconsin-Eau Claire. Durante il 1991 e il 1992 ha superato l'Advanced Studies-Program in International Economic Policy Research presso il Kiel Institute per l'Economia mondiale (IfW). Dal 1992 lavora lì come assistente scientifica nel gruppo di ricerca "Europa centrale e orientale" e dal 1996 nel gruppo di ricerca "Mercati finanziari". Nel 1996 ha conseguito un dottorato presso l'Università di Kiel ed è stata promossa a professore nel 2002. Per l'IfW è stata responsabile del campo di ricerca "Mercati finanziari" tra il 2001 e il 2003.

### Attività accademica
Nel 2004 Buch è stata nominata docente presso l'Università di Tubinga, ricoprendo la cattedra di Macroeconomia e finanza internazionale con particolare attenzione a denaro e valuta. Nel 2005 è diventata direttrice dell'Istituto di ricerca economica applicata (Institut für Angewandte Wirtschaftsforschung Tübingen). Svolge ricerche sulla regolamentazione e la supervisione del settore bancario. Dal 2004 è membro del consiglio economico del ministero federale tedesco dell'economia e della tecnologia per poi diventarne nel 2008 presidente. Dal 2007 Buch ha lavorato come professore di ricerca presso il Center for European Economic Research di Mannheim. Nel 2011 è stata nominata esponente del consiglio scientifico dell'European Systemic Risk Board.
Tra luglio e dicembre 2010, Buch è stata membro del Consiglio di esperti per le strategie di uscita nel settore finanziario presso il Ministero federale tedesco delle finanze.
Nel febbraio 2012, su proposta del ministro federale dell'economia e della tecnologia Philipp Rösler, il governo tedesco ha deciso di nominare Buch membro del Consiglio tedesco degli esperti economici (Sachverständigenrat zur Begutachtung der gesamtwirtschaftlichen Entwicklung), i cosiddetti cinque saggi, dal 1º marzo 2012. Dopo Beatrice Weder di Mauro, è il secondo esponente femminile del consiglio fin dalla sua fondazione nel 1963.
In un'intervista del 2012 con Frankfurter Allgemeine Zeitung, Buch ha affermato, mostrandosi in linea alle tesi sostenute da Weidmann, che "gli eurobond nel quadro di un'unione politica, con controllo congiunto e una resa dei poteri fiscali, sarebbero teoricamente un'alternativa a lungo termine". Pur definendo tale soluzione "politicamente irrealistica", ha promosso il fondo per il rimborso del debito come alternativa alla monetizzazione del debito sovrano da parte della Banca Centrale Europea. Il fondo, che mutualizzerebbe il debito dell'area dell'euro superiore al 60% della produzione economica degli Stati membri in cambio di condizioni rigorose, offrirebbe una soluzione temporanea. Più tardi, nello stesso anno, Buch ha dichiarato, mostrandosi critica sul "Quantitative Easing" voluto da Mario Draghi,  che  "se la BCE acquistasse ancora più titoli di Stato, assumerebbe una funzione di ridistribuzione. La BCE non ha né il mandato né l'autorità democratica per farlo".
Nel 2013, Buch ed Elke König, che all'epoca dirigeva l'Autorità federale di vigilanza finanziaria (BaFin), sono state citate dai media tedeschi come contendenti per un posto nel Comitato esecutivo della Banca centrale europea che alla fine è stato assegnato a Sabine Lautenschläger.
Tra il luglio 2013 e il marzo 2014, Buch ha fatto parte del gruppo di esperti della Commissione europea, guidato da Gertrude Tumpel-Gugerell, sul fondo di rimborso del debito. Il gruppo di esperti è stato istituito con il compito di approfondire l'analisi sui possibili meriti, rischi, requisiti e ostacoli alla parziale sostituzione dell'emissione nazionale di debito attraverso l'emissione congiunta sotto forma di fondo di rimborso.

### Vicepresidente della Bundesbank
Nel febbraio 2014, il governo tedesco ha nominato Claudia Buch vice presidente della Bundesbank, succedendo a Sabine Lautenschläger come unica donna nel consiglio di amministrazione della banca centrale; poco dopo Isabel Schnabel è stata nominata successore di Buch nel Consiglio degli esperti economici. In qualità di vicepresidente, Buch sovrintende alle attività della banca in materia di stabilità finanziaria, audit interno e statistiche. Accompagna inoltre il presidente Jens Weidmann alle sessioni del Consiglio direttivo della Banca centrale europea.
All'epoca, i mezzi di informazione tedeschi, come Der Spiegel, consideravano la nomina di Buch una vittoria per il ministro delle finanze Wolfgang Schäuble e il blocco guidato dai cristiani democratici del cancelliere Angela Merkel in una lotta di potere con i loro partner della coalizione socialdemocratica; Il vice cancelliere Sigmar Gabriel, alla guida dell'SPD, avrebbe infatti voluto affidare l'incarico al membro del consiglio della Bundesbank Joachim Nagel.
Dal maggio 2014 Buch fa parte della Commissione per la stabilità finanziaria presso il Ministero federale delle finanze, in rappresentanza della Bundesbank. Buch non ha posizioni diverse da Jens Weidmann, il numero uno della Bundesbank. Ha criticato il "Quantitative easing" voluto da Mario Draghi, ha sostenuto che gli eurobond sono "politicamente irrealistici",  è convinta che l'Unione bancaria "da sola non può risolvere le sfide che l'area euro ha di fronte".